# Swingerklub
 Der er for få eller ingen kildehenvisninger i denne artikel, hvilket er et problem. Du kan hjælpe ved at angive troværdige kilder til de påstande, som fremføres i artiklen.

En swingerklub er en klub, som henvender sig til det voksne publikum. 

## Partnerbytte
I klubben kan ligesindede voksne mennesker mødes for at snakke og bytte partner seksuelt. Klubbens medlemmer kaldes swingere.
Det faktum at der dyrkes sex i swingerklubberne gør, at de ofte bliver sammenlignet med bordeller eller prostitution. 

## Tabuemne
Generelt er swinging et stort tabu emne  og ofte er det ikke noget som omtales, men i det senere år er det blevet mere accepteret . Blandt andet har International Swingers Week gjort sit til at swingerklubberne er blevet mere anerkendte i Danmark.